# Platin-Methanol-Feuerzeug

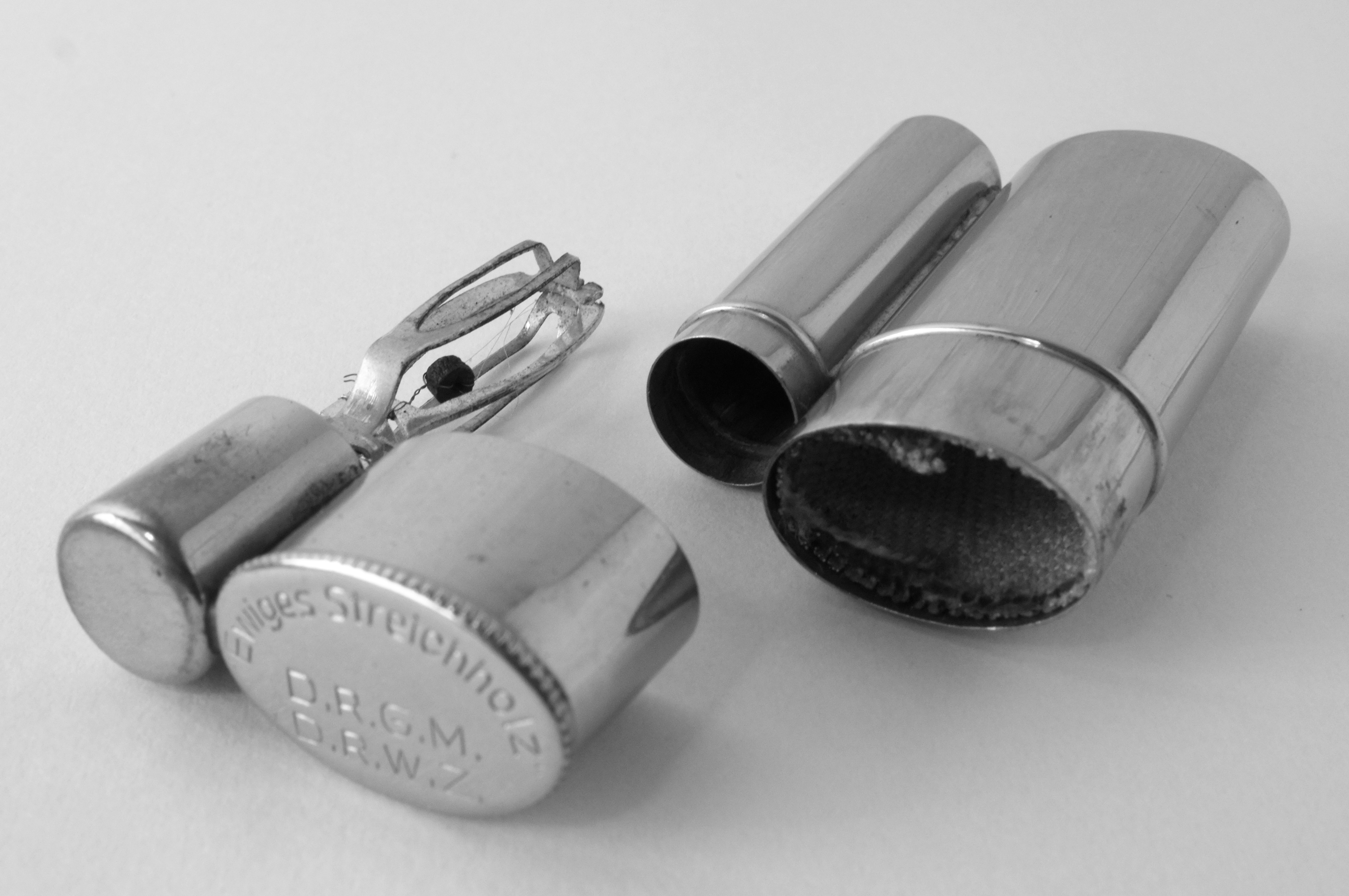
Geöffnetes Platin-Methanol-Feuerzeug etwa aus den 1930er Jahren. Ein feiner Platindraht als Katalysator ist im Aluminiumrahmen unterhalb des Deckels gespannt.

Das Platin-Methanol-Feuerzeug ist ein Taschenfeuerzeug, bei dem ein mit Methanol gefüllter Vorratsbehälter durch einen Platindraht als Katalysator entzündet werden kann. Die Feuerzeuge kamen zu Beginn des 20. Jahrhunderts auf und waren bis in die 1930er Jahre populär.

## Aufbau und Funktion
Ein Platin-Methanol-Feuerzeug besteht aus zwei mit einem gemeinsamen Deckel verschlossenen Metallbehältern. Der größere der beiden Behälter ist innen mit einer Wattierung ausgekleidet und wird mit Methanol als Brennstoff befüllt. Bei geschlossenem Deckel bildet sich in diesem Behälter Methanoldampf. Der kleinere Behälter dient als Schutzbehälter für den Katalysator. Als Katalysator dient ein sehr dünner, in einem am Deckel befestigten Rahmen aufgespannter Draht aus Platin.
Zum Entzünden wird der Behälterdeckel abgenommen, der Platindraht-Träger wird sodann in den größeren Behälter eingeführt, worauf es zu einer katalytischen Umsetzung des Methanoldampf-Luft-Gemisches kommt. Der Platindraht erhitzt sich dabei bis zur hellen Glut, wodurch der Methanoldampf in Brand gesetzt wird und der Katalysator entnommen werden kann.
Die Aktivierungsenergie der exothermen Reaktion
{\displaystyle \mathrm {CH} _{3}\mathrm {OH} +3/2\ \mathrm {O} _{2}\longrightarrow \ \mathrm {CO} _{2}+2\mathrm {H} _{2}\mathrm {O} }
wird durch den Katalysator soweit herabgesetzt, dass die Reaktion spontan stattfindet.
Ein Feuerzeug musste üblicherweise jeweils nach einigen Tagen neu befüllt werden, da der Methanoldampf langsam durch Undichtigkeiten des Behälterdeckels entwich.